# Porcinolus
Porcinolus es un género de escarabajos de la familia Byrrhidae.

## Especies
- Porcinolus crescentifer Casey
- Porcinolus hystrix Casey
- Porcinolus undatus (Melsheimer, 1844)